# 渡辺剛夫
渡辺 剛夫（わたなべ　たけお、1943年10月13日 - ）は、埼玉県出身の元アナウンサー。株式会社フェーム代表取締役。

## 来歴・人物
東京都北区立富士見中学、法政大学第一高等学校、法政大学経済学部卒業。ラジオ大阪（旧社名・大阪放送株式会社）にアナウンサーとして入社。スポーツ・ニュース部門を担当。
ハワイ日本語放送局KZOOに日本語アナウンサーとして派遣される。1994年（平成6年）、ラジオ大阪を退社。株式会社「フェーム」ならびにフェーム・コミュニケーションアカデミーを設立。
話し方教室「渡辺剛夫のスピーチセミナー」、朗読教室「フェーム・朗読教室」を主宰。

## 過去の出演番組

### ラジオ大阪時代
実況　
- 三菱銀行人質事件
- 千日デパート火災
- 日本航空350便墜落事故
- 財田川事件
- 水俣病裁判

スポーツ実況
- 南海ナイター
- 近鉄バファローズナイター
- OBCビッグナイター
- OBCサンデー競馬

## 著書
- 「アナウンサーが教える人生が変わる話し方の極意」（新風舎、2005年）